# On The Loose
「On the Loose」は1988年1月1日に発売された小比類巻かほる8枚目のシングル。

## 収録曲
- 全て作詞：小比類巻かほる - 作曲：大内義昭 - 編曲：土屋昌巳

1. On The Loose
2. GOOD-BYE SAD MEMORY

| スタブアイコン | サブスタブ | この項目は、まだ閲覧者の調べものの参照としては役立たない、シングルに関連した書きかけの項目です。この項目を加筆・訂正などしてくださる協力者を求めています（P:音楽/PJ:楽曲）。 |